# Středoevropský pohár 1936
Sezóna 1936 byla 10. ročníkem Středoevropského poháru. Zúčastnily se nejlepší týmy z uplynulého ročníku domácí ligy z Československa, Rakouska, Maďarska a Itálie a někteří z vítězů národních pohárů uvedených zemí. Navíc se zkušebně zúčastnily i čtyři švýcarské týmy, které se v předkole utkaly s nejníže nasazenými týmy zbylých čtyř zemí. Vítězem se stal tým FK Austria Wien.

## Předkolo
| Domácí v 1. zápase | Celkem | Hosté v 1. zápase  | 1. zápas | 2. zápas |
| ------------------ | ------ | ------------------ | -------- | -------- |
| SK Židenice        | 6 - 2  | Lausanne Sports FC | 5 - 0    | 1 - 2    |
| FC Young Fellows   | 2 - 9  | Phöbus FC          | 0 - 3    | 2 - 6    |
| FC Bern            | 2 - 11 | AC Torino          | 1 - 4    | 1 - 7    |
| FK Austria Wien    | 4 - 2  | Grasshopper Club   | 3 - 1    | 1 - 1    |

## Osmifinále
| Domácí v 1. zápase | Celkem | Hosté v 1. zápase    | 1. zápas | 2. zápas |
| ------------------ | ------ | -------------------- | -------- | -------- |
| Hungária FC        | 1 - 7  | First Vienna FC 1894 | 0 - 2    | 1 - 5    |
| SK Židenice        | 3 - 11 | AS Ambrosiana Inter  | 2 - 3    | 1 - 8    |
| AC Sparta Praha    | 7 - 6  | Phöbus FC            | 5 - 2    | 2 - 4    |
| SK Rapid Wien      | 4 - 6  | AS Roma              | 3 - 1    | 1 - 5    |
| SK Admira Wien     | 3 - 6  | SK Prostějov         | 0 - 4    | 3 - 2    |
| AC Torino          | 2 - 5  | Újpest FC            | 2 - 0    | 0 - 5    |
| AGC Bologna        | 2 - 5  | FK Austria Wien      | 2 - 1    | 0 - 4    |
| Ferencvárosi TC    | 5 - 6  | SK Slavia Praha      | 5 - 2    | 0 - 4    |

## Čtvrtfinále
| Domácí v 1. zápase   | Celkem | Hosté v 1. zápase   | 1. zápas | 2. zápas |
| -------------------- | ------ | ------------------- | -------- | -------- |
| First Vienna FC 1894 | 3 - 4  | AS Ambrosiana Inter | 2 - 0    | 1 - 4    |
| FK Austria Wien      | 3 - 1  | SK Slavia Praha     | 3 - 0    | 0 - 1    |
| AC Sparta Praha      | 4 - 1  | AS Roma             | 3 - 0    | 1 - 1    |
| SK Prostějov         | 0 - 3  | Újpest FC           | 0 - 1    | 0 - 2    |

## Semifinále
| Domácí v 1. zápase  | Celkem | Hosté v 1. zápase | 1. zápas | 2. zápas |
| ------------------- | ------ | ----------------- | -------- | -------- |
| AS Ambrosiana Inter | 5 - 8  | AC Sparta Praha   | 3 - 5    | 2 - 3    |
| Újpest FC           | 3 - 7  | FK Austria Wien   | 1 - 2    | 2 - 5    |

## Finále
| Domácí v 1. zápase | Celkem | Hosté v 1. zápase | 1. zápas | 2. zápas |
| ------------------ | ------ | ----------------- | -------- | -------- |
| FK Austria Wien    | 1 - 0  | AC Sparta Praha   | 0 - 0    | 1 - 0    |